# Inferno (Ki vagy, doki?)
Az Inferno a Ki vagy, doki? sorozat ötvennegyedik része, amelyet 1970. május 9. és június 20. között vetítettek hét epizódban. Ez volt az első párhuzamos világban játszódó történet, de ebben a részben jelent meg utoljára Caroline John mint Liz Shaw (később megjelent egy négyrészes korosztályos videósorozatban, amelynek Probe volt a címe), valamint ez volt az utolsó alkalom, hogy a történet hossza hét epizódból állt.

## Történet
Stahllman professzor a Föld köpenyének átfúrását végző projekt vezetője. Reményei szerint ezzel egy kimeríthetetlen energiaforráshoz juthat az emberiség. A Doktor figyelmezteti a veszélyekre, de a megszállott tudós a baljós előjelek ellenére csak gyorsítja a fúrást. A fúrásból furcsa zagy tőr elő#hellip; A helyzetet csak bonyolítja, hogy a Tardis-t hiábavalóan javítgató Doktor véletlenül egy párhozamos Földre kerül át, ahol szinte ugyanilyen kísérlet folyik, csak hogy...

## Epizódok listája
| Epizód sorszáma | Bemutató napja   | Hossza | Nézők száma (millió) | Formátum                        |
| --------------- | ---------------- | ------ | -------------------- | ------------------------------- |
| 1               | 1970. május 9.   | 23:21  | 5,7                  | RSC-s átalakítás (NTSC-l Pal-a) |
| 2               | 1970. május 16.  | 22:04  | 5,9                  | RSC-s átalakítás (NTSC-l Pal-a) |
| 3               | 1970. május 23.  | 24:34  | 4,8                  | RSC-s átalakítás (NTSC-l Pal-a) |
| 4               | 1970. május 30.  | 24:57  | 6                    | RSC-s átalakítás (NTSC-l Pal-a) |
| 5               | 1970. június 6.  | 23:42  | 5,4                  | RSC-s átalakítás (NTSC-l Pal-a) |
| 6               | 1970. június 13. | 23:32  | 6,7                  | RSC-s átalakítás (NTSC-l Pal-a) |
| 7               | 1970. június 20. | 24:33  | 5,5                  | RSC-s átalakítás (NTSC-l Pal-a) |

## Könyvkiadás
A könyvváltozatát 1984. október 18-án adta ki a Target könyvkiadó.

## Otthoni kiadás
- VHS-en 1994 májusában adták át.
- DVD-n 2006. június 19-én adták ki.

### Fordítás
- Ez a szócikk részben vagy egészben  az   Inferno (Doctor Who) című angol Wikipédia-szócikk fordításán alapul.  Az eredeti cikk szerkesztőit annak laptörténete sorolja fel. Ez a jelzés csupán a megfogalmazás eredetét és a szerzői jogokat jelzi, nem szolgál a cikkben szereplő információk forrásmegjelöléseként.